# Paramphinome grandis
Paramphinome grandis är en ringmaskart som beskrevs av Gustafson 1930. Paramphinome grandis ingår i släktet Paramphinome och familjen Amphinomidae. Inga underarter finns listade i Catalogue of Life.